# Clase Cannon
La clase Cannon era una clase de destructores escolta construidos por los Estados Unidos principalmente para la guerra antisubmarina y el servicio de escolta de convoyes durante la Segunda Guerra Mundial. El buque líder, el USS Cannon, fue comisionado el 26 de septiembre de 1943 en Wilmington, Delaware. De los 116 barcos pedidos, 44 fueron cancelados y seis fueron comisionados directamente en las Fuerzas Francesas Libres. Las escoltas de destructores eran compañeros habituales que escoltaban a los cargueros vulnerables.
Con el desmantelamiento del BRP Rajah Humabon (PS-11) de la Armada de Filipinas en marzo de 2018; el HTMS Pin Klao (DE-413) de la Real Armada Tailandesa es el único barco de la clase en servicio.